# Bayarque
Bayarque er en by og kommune i det sydøstlige Spanien i provinsen Almería. Den har et indbyggertal på 224 (2024) indbyggere.